# 栂野和泉守
栂野 和泉守（とがの いずみのかみ）は、室町時代後期の武将。実名は不明。朝倉氏の家臣。
栂野氏は越前国一乗谷の北西に位置する足羽川右岸の和田庄内・栂野村を出自とする地侍で、朝倉氏譜代の家臣。
和泉守は朝倉氏7代当主・朝倉孝景に仕え、越前平定に貢献した。文明3年（1471年）9月11日に、孝景が池田荘の池田勘解由左右衛門尉を攻めた際に討ち死にした。
なお和泉守の子孫であると思われる栂野吉仍（よしのり）は、朝倉義景の側近奏者、奉行衆として重用され、永禄5年（1562年）に行われた曲水の宴では詩歌を披露している。元亀元年（1570年）4月の出陣では、1000余騎を率いて出陣しているが、以後資料に名は見えず、朝倉氏滅亡後の動向は不明である。